# Антдорф
Антдорф (нем. Antdorf) — община в Германии, в земле Бавария.
Подчиняется административному округу Верхняя Бавария. Входит в состав района Вайльхайм-Шонгау. Подчиняется управлению Хабах.  Население составляет 1196 человек (на 31 декабря 2010 года). Занимает площадь 22,37 км².